# Lodares de Osma

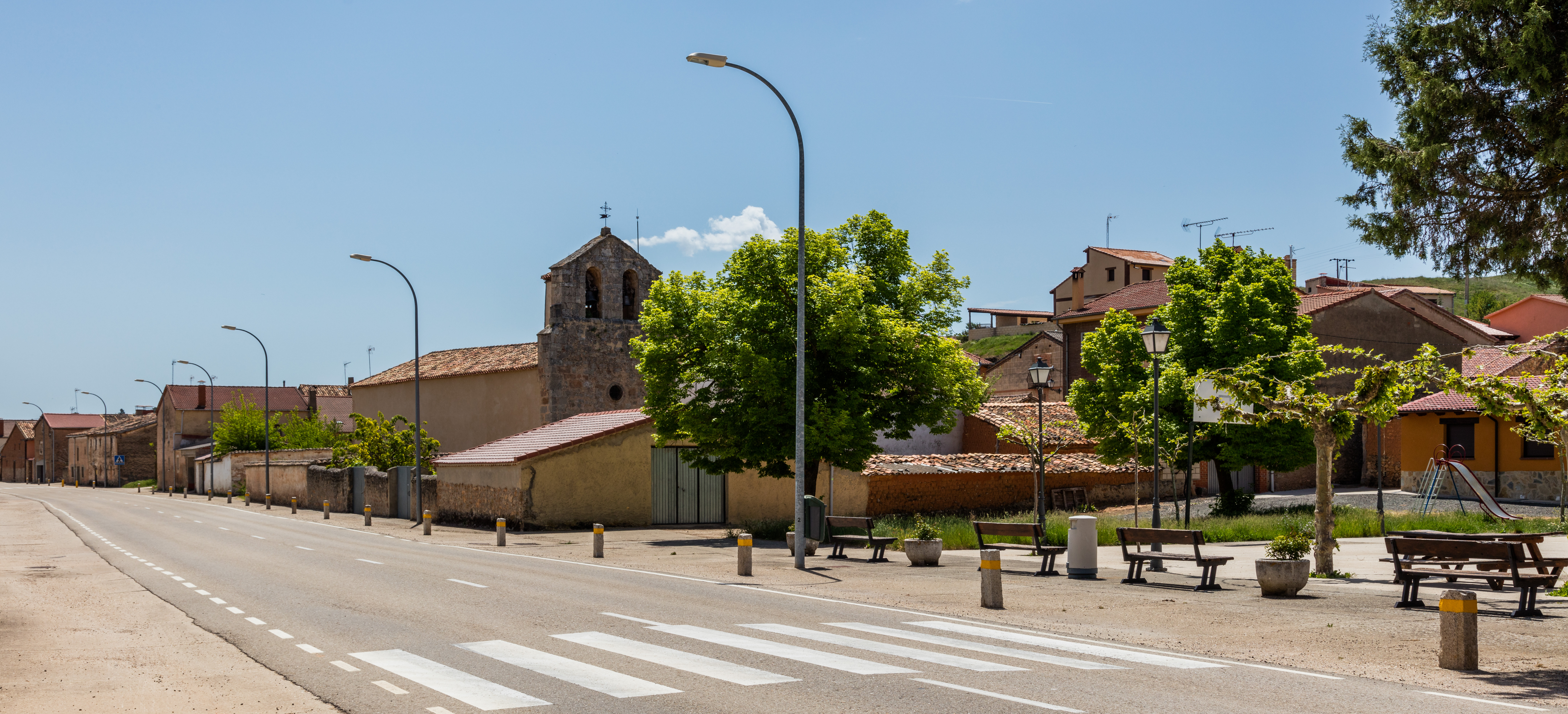
Otra vista de Lodares de Osma.

Lodares de Osma es una localidad de la provincia de Soria, partido judicial de El Burgo de Osma, comunidad autónoma de Castilla y León, España. Pueblo de la comarca Tierras del Burgo que pertenece al municipio de Burgo de Osma-Ciudad de Osma.
Desde el punto de vista jerárquico de la Iglesia católica forma parte de la diócesis de Osma la cual, a su vez, pertenece a la archidiócesis de Burgos.

## Historia
En el censo de 1879, ordenado por el conde de Floridablanca,  figuraba como lugar del Partido de Osma en la Intendencia de Soria, con jurisdicción de señorío y bajo la autoridad del alcalde pedáneo, nombrado por el duque de Uceda, contaba entonces con 121 habitantes.  
A la caída del Antiguo Régimen la localidad se constituye en municipio constitucional, conocido entonces como Lodares, en la región de Castilla la Vieja, partido de El Burgo de Osma, que en el censo de 1842 contaba con 29 hogares y 114 vecinos
A finales del siglo XX este municipio desaparece porque se integra en el municipio de Burgo de Osma-Ciudad de Osma, contaba entonces con 45 hogares y 146 habitantes.

## Geografía humana

### Demografía
| Gráfica de evolución demográfica de Lodares de Osma entre 1842 y 1960 |
| |
| Población de derecho según los censos de población del INE Población de hecho según los censos de población del INEEn este censo se denominaba Lodares: 1842 Entre el censo de 1970 y el anterior, este municipio desaparece porque se integra en el municipio 42043 (El Burgo de Osma) |

Término municipal de El Burgo de Osma.

En el año 1981 contaba con 49 habitantes, concentrados en el núcleo principal, pasando a 21 en 2009. En el año 2014, Lodares de Osma contaba con tan solo 16 habitantes.